# Svein Hammerø
Svein Kåre Hammerø (10 novembre 1947) è un allenatore di calcio ed ex calciatore norvegese, di ruolo attaccante.

## Carriera

### Giocatore

#### Club
Hammerø giocò per il Viking dal 1966 al 1973, totalizzando 216 presenze e 54 reti (partite amichevoli incluse). Con questa maglia, vinse due campionati (1972 e 1973). Nel 1976, fu in forza al Vard Haugesund.

#### Nazionale
Disputò una partita per la Norvegia. Il 1º novembre 1972, infatti, fu in campo nella sconfitta per 9-0 contro l'Paesi Bassi.

### Allenatore
Hammerø fu tecnico dello Start nel 1982, prima di essere sostituito da Erik Ruthford Pedersen. Nel 1988 fu alla guida dello Djerv 1919, prima che Tony Knapp ne prendesse il posto. Fu poi assistente di Harald Aabrekk allo Haugesund.

## Palmarès

### Giocatore

#### Club

##### Competizioni nazionali
- Campionato norvegese: 2

Viking: 1972, 1973